# Ефросина (съпруга на Теодор Светослав)
Вижте пояснителната страница за други личности с името Ефросина.
Ефросина е българска царица, първа съпруга на цар Тодор Светослав.

## Произход и име
Ефросина е дъщеря на Манукс или Манкус, син на богатия византийски търговец от Крим Пантолеон, който е близък приятел на татарския хан Ногай. Според Историята на Георги Пахимер Ефросина е родена с името Енкона, а по-късно приема името на кръстницата си, съпругата на хан Ногай – Ефросина Палеологина, която е незаконна дъщеря на византийския император Михаил VIII Палеолог. Според историка Пламен Павлов приписваното на Ефросина езическо име Енкона се дължи на объркване.

## Биография
Бракът между Ефросина и Тодор Светослав е уреден от Ефросина Палеологина и е сключен към края на 13 век по време на заложничеството на българския престолонаследник в двора на татарския хан. След свалянето на Георги I Тертер от българския престол Тодор Светослав изпада в крайна бедност. Вероятно финансовите нужди на бившия български престолонаследник го принуждават да се ожени за внучката на един богат византийски търговец, който притежава силно влияние в татарския двор. „През 1300 г. именно многото злато на Ефросина отворило портите на Търново пред Тодор Светослав и неговия зет Чака, женен за сестра му“. Освен това бракът между Тодор Светослав и Ефросина вероятно неутрализира вероятните негативни реакции на татарския хан и на византийския император към претенциите на Тодор Светослав за българската корона. Когато Теодор Светослав се завръща в Търново през 1300 г. и получава короната на българските царе, Ефросина е обявена за „благочестива царица“ на българите, както е наречена в Бориловия синодик. Така:
| „ | Ефросина е първата българска царица, която не принадлежи към аристокрацията, а към...„третото съсловие“. Тя е единствената в тогавашна Европа коронована особа с подобно „ниско“ потекло. Когато става дума за такива случаи в съзнанието ни изплува бракът на цар Иван Александър с еврейката Сара-Теодора. Сключен четиридесет години по-късно, той може би донякъде е „улеснен“ от вече съществуващия прецедент с Теодор Светослав и Ефросина | “ |

От брака на Ефросина и Тодор Светослав се ражда бъдещият български цар Георги II Тертер (1321 – 1322)
Точната дата на смъртта на царица Ефросина и причината за кончината ѝ са неизвестни. Известно е, че през 1308 г. Теодор Светослав вече е бил женен за втората си съпруга, византийската принцеса Теодора Палеологина.
Паметта на царица Ефросина е почетена и в Бориловия синодик по следния начин:
| „ | На Ефросина, благочестива царица на цар Светослав, вечна памет. | “ |